# Freycinetia philippinensis
Freycinetia philippinensis är en enhjärtbladig växtart som beskrevs av William Botting Hemsley. Freycinetia philippinensis ingår i släktet Freycinetia och familjen Pandanaceae.
Artens utbredningsområde är Filippinerna. Inga underarter finns listade.